# The Lure of Crooning Water
The Lure of Crooning Water é um filme mudo britânico de 1920, do gênero comédia romântica, dirigido por Arthur Rooke e estrelado por Guy Newall, Ivy Duke e Hugh Buckler. É adaptado de um romance de Marion Hill. Foi um dos vários romances rurais que Rooke dirigiu. Pelo menos a cópia do filme sobrevive em uma coleção.[carece de fontes?]

## Elenco
- Guy Newall ... Horace Dornblazer
- Ivy Duke ... Georgette
- Hugh Buckler ... Dr. John Longden
- Douglas Munro ... Yes Smith
- Mary Dibley ... Rachel Dornblazer
- Lawford Davidson ... Frank Howard

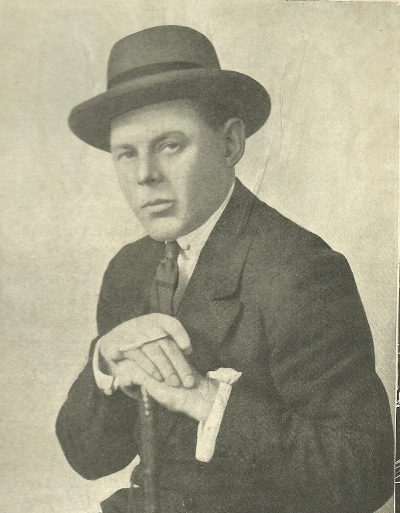
Guy Newall

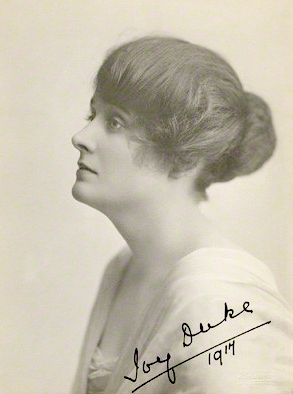
Ivy Duke

- Arthur Chesney ... Gerald Pinkerton
- Winifred Sadler ... Sra. Dusenberry